# True Faith
«True Faith» (с англ. — «Истинная вера») — песня британской группы New Order, выпущенная на сингле в 1987 году. В 1994 и 2001 годах песня вышла в новых ремиксах. Оригинальный сингл «True Faith» занял 4-е место в британском хит-параде, став таким образом вторым крупным хитом группы после «Blue Monday» 1983 года; в США сингл занял третье место в танцевальном хит-параде. Ремикс 1994 года занял 9-е место в британском хит-параде.
В 2011 году свою версию песни записал Джордж Майкл.

## История создания
«True Faith» и «1963» были написаны и записаны вместе с продюсером Стивеном Хейгом в мае 1987 года. Это было первым сотрудничеством группы и Хейга, которое продолжится до 1993 года. При записи песни New Order впервые работали в студии на полностью цифровом оборудовании. Песня повествовала о том, что наркотики делают с людьми, однако явное упоминание о наркотиках было выкинуто в окончательном варианте по предложению Хейга, тем не менее, группа часто исполняла первоначальный вариант текста. Премьера песни состоялась 19 июня 1987 года на рок-фестивале в Гластонбери; это выступление транслировалось по радио и было выпущено на лейбле Би-би-си в 1992 году под названием «Radio 1 Live in Concert». Сингл вышел одновременно в двух версиях (обычной и ремиксовой) и каждая из них в нескольких форматах (7", 12", компакт-диск). «True Faith» стал первым синглом New Order, вышедшим на компакт-диске, который также включал видеоклип. Ремикс был выполнен Шепом Петтибоном, в 1986 году сделавшим ремикс на «Bizarre Love Triangle» — предыдущий сингл New Order.

## Использование
Успех «True Faith» открыл дорогу двойному сборнику Substance, в который были собраны все синглы группы, вышедшие к лету 1987 года в 12-дюймовом формате, включая этот последний хит.
На песню был снят видеоклип, поставленный французским хореографом Филиппом Декуфле. Клип, завоевавший несколько наград (в том числе Brit Awards ’88), был вдохновлён работами Оскара Шлеммера.
Песня «1963» была выпущена в 1995 году отдельным синглом (см. «Nineteen63») в новой аранжировке.
Основной ремикс в издании 1994 года мало чем отличается от сингла 1987 года. Исключение составил лишь Perfecto Mix. Интересно, что именно его взяли за основу New Order, когда вернулись к концертной деятельности в 1998 году.
Песня так же звучала в фильме с участием Майкла Джея Фокса — «Яркие огни, большой город» 1988 года
Эта композиция была использована в качестве саундтрека в фильме «Американский психопат», а также Лука Маньотта наложил её на видеозапись совершённого им убийства, расчленения, изнасилования и поедания китайского студента.
Песня также звучала в финале третьего сезона американского сериала «Близкие друзья».
Акустическая кавер-версия True Faith в исполнении Лотте Кестнер звучит в трейлере видеоигры The Last of Us : Part II.

## Издания

### True Faith (оригинальный сингл 1987)
UK 7" — FAC 183/7
1. «True Faith» — 4:02
2. «1963» — 5:32

US 7" — Qwest 7-28271
1. «True Faith (The Morning Sun)» — 4:02
2. «1963» — 5:32

UK 12" 1 — FAC 183
1. «True Faith» — 5:55
2. «1963» — 5:32

UK 12" 2 — FAC 183R True Faith Remix
1. «True Faith» (Remix) — 8:59 (Амер. название: «True Faith (The Morning Sun Extended Remix)»)
2. «1963» — 5:32
3. «True Dub» — 10:41 (Амер. название: "True Faith (Alternate Faith Dub) «)

UK Video CD (PAL) — FACDV 183
1. „True Faith“ (12-inch remix) — 8:59
2. „Evil Dust“ — 3:43
3. „True Faith“ (7-inch) — 4:06 (на самом деле это ремикс Шепа Петтибона 'The Morning Sun Remix/Edit', а не обычная английская версия 7»-сингла)
4. «True Faith» (Video) — 4:20

### True Faith-94 (ремикс 1994)
UK & Europe 7" — NUO5 / UK & Europe 7" — NUOMC 5
1. «True Faith-94» (Radio Edit) — 4:28
2. «True Faith-94» (Perfecto Radio Edit) — 4:05

UK & Europe 12" — NUOX 5
1. «True Faith-94» (Perfecto Mix) — 6:23
2. «True Faith-94» (Sexy Disco Dub) — 5:49
3. «True Faith-94» (TWA Grim Up North Mix) — 6:11
4. «True Faith-94» (The 94 Remix) — 5:34

UK & Europe CD — NUOCD 5
1. «True Faith-94» (Radio Edit) — 4:28
2. «True Faith-94» (Perfecto Radio Edit) — 4:05
3. «True Faith-94» (Perfecto Mix) — 6:23
4. «True Faith-94» — 5:34
5. «True Faith-94» (TWA Grim Up North Mix) — 6:11